# Mathias Färm

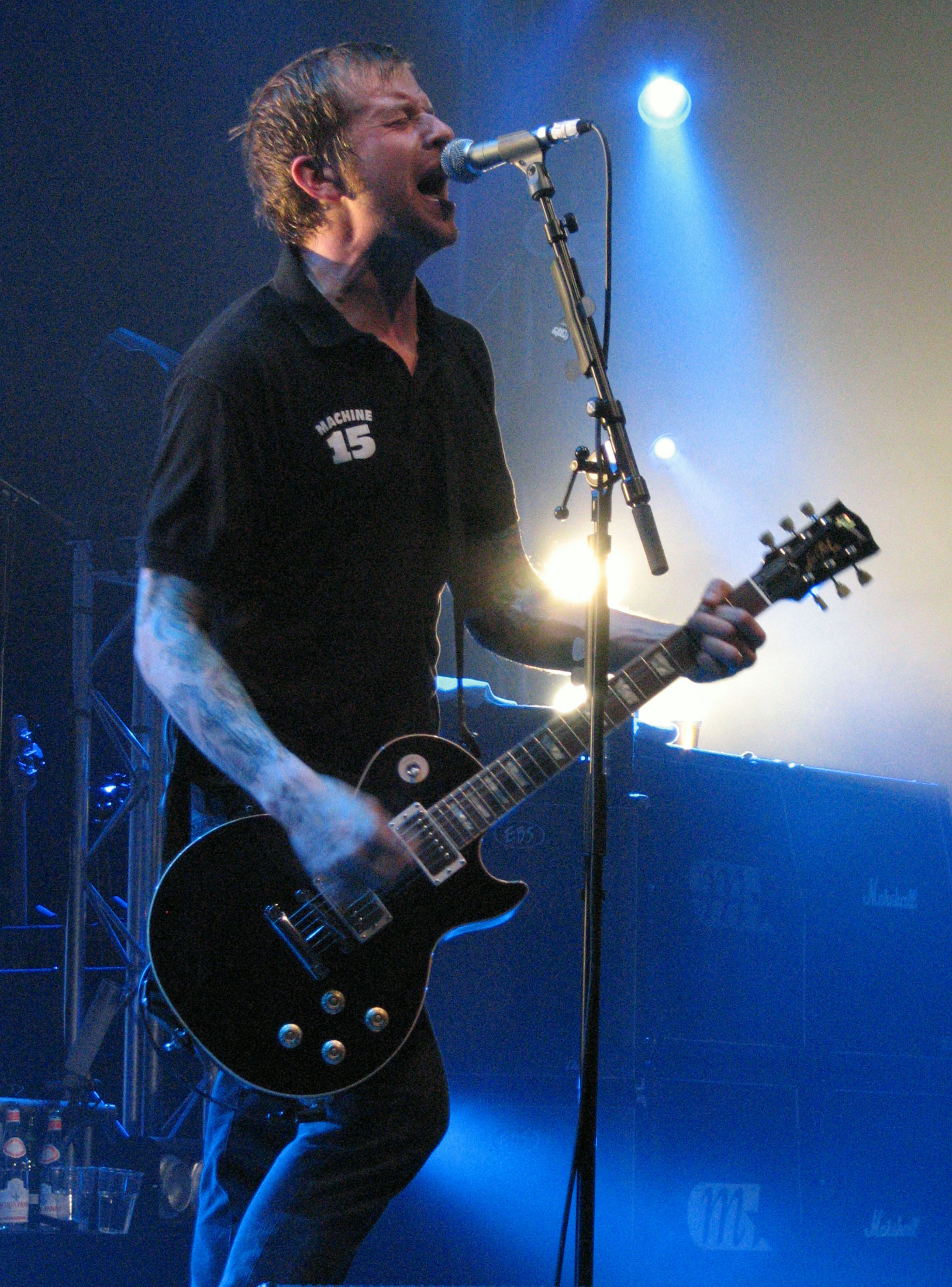
Mathias Färm im April 2008

Mathias Färm (* 9. September 1974 in Örebro, Schweden) ist Gitarrist in der Punkband Millencolin.
Mathias Färm spielte schon früher zusammen mit seinem jetzigen Bandkollegen Nikola Sarcevic bei der Band Seigmen. Außerdem ist er Sänger und Gitarrist von Franky Lee, seinem Bandprojekt neben Millencolin. Das Debütalbum „Cutting Edge“ erschien 2007 bei Burning Heart Records.